# Mimi Iwa
Mikazuki Iwa (japanisch みみ岩 ‚Ohrenfelsen‘) ist ein Felsvorsprung im ostantarktischen Königin-Maud-Land. Im Zentrum des Königin-Fabiola-Gebirges ragt er aus einem Moränenfeld auf, das sich vom Tyô-ga-take in nordwestlicher Richtung erstreckt.
Japanische Wissenschaftler nahmen 1960 seine Vermessung und 1979 die Benennung vor.